# テゲ・コルチ
テゲ・コルチ（モンゴル語: Tege Qorči、生没年不詳）は、モンゴル帝国の将軍の一人。金末にマンチュリアで自立して大真国を建国した蒲鮮万奴の息子にあたる。
史料によって様々な表記がされており、『元史』では帖哥、『高麗史』では迪巨と表記される。また、『国朝文類』の「元高麗記事」には「帖哥火里赤」とも記されるが、これはTege Qorčiを音写したものである。ペルシア語史料の『集史』ではتکه（teke）とも表記される。

## 概要

### 生い立ち
テゲの父の蒲鮮万奴は金末に耶律留哥討伐のため遼河流域に派遣された人物であるが、1215年（貞祐3年/乙亥）に金朝を見限って自立し大真国を建国していた。テゲもまた蒲鮮万奴に従って活動しており、蒲鮮万奴が上京会寧府を攻めた際には投降を拒んだ同知上京留守事の温蒂罕老児を殺害している。しかし、モンゴル帝国の勢力が遼西地域まで伸びるとやむなくこれに投降し、1216年（貞祐4年/丙子）10月に息子のテゲを質子（トルカク）としてモンゴルに差し出した。この時、テゲは「入侍した（＝チンギス・カンのケシクテン（親衛隊）に入った）」とされ、この時コルチ（箭筒士）の部隊に配属されたとみられる。

### 高麗侵攻
1216年以後、10年以上にわたってテゲ・コルチに関する記録は史料上に見られないが、1231年（正大8年/辛卯）より再び名前が見られるようになる。チンギス・カンの死後、モンゴル帝国では一度征服した地域で蠢動する反攻勢力を討伐するために「タンマチ（タマ軍）」と呼ばれる軍団を各地に派遣しており、遼東・高麗方面にはサリクタイ率いるタンマチ軍団が現れた。遼東半島に残存する金朝の勢力を平定したサリクタイ軍は1231年8月より高麗国に侵攻したが（第一次モンゴルの高麗侵攻）、高麗に侵入したモンゴル軍はサリクタイと蒲桃元帥・迪巨元帥・唐古元帥に率いられていたと記されており、この「迪巨元帥」こそ蒲鮮万奴の長男たるテゲ・コルチであると考えられている。
破竹の勢いで進むモンゴル軍に対し、高麗朝廷は早くに投降を決意し、同年11月には開京に辿り着いたテゲ・コルチらにも貢ぎ物が送られた。こうして1232年（正大9年/壬辰）にはモンゴル軍は高麗から引き上げたが、同年6月には早くも高麗はモンゴルの設置したダルガチ72人を殺害して叛乱を起こし、サリクタイ軍団は再び高麗に派遣された（第二次侵攻）。ところが、サリクタイは8月の処仁城の戦いで流れ矢に当たって戦死してしまい、この時残存軍をまとめて退却を果たしたのがテゲ・コルチであった。

### 陝西侵攻
テゲ・コルチの撤退から3年後の1235年（乙未）から高麗侵攻は再開されたが、主将はタングート・バアトル（唐古）になっており、テゲ・コルチは高麗攻めから外されていた。一方、朝鮮半島から遠く離れた陝西・四川方面では南宋攻めの一環として王子コデン率いる軍団が侵攻していたが、その配下の有力武将として「テゲ都元帥」なる人物の名前が記録されている。「草堂寺闊端太子令旨碑」には1247年（丁未）づけでコデンが出した命令（令旨）の中で、「テゲ・コルチ都元帥」が最も上位にある将軍として名前が挙げられている。
これを裏付けるように、陝西地方の京兆府総管の妻の妹の福聚は「咸平路宣撫使蒲鮮公長男」のテゲ（帖哥）に嫁いだとの記録があり、「草堂寺闊端太子令旨碑」でコデン配下の筆頭武将として名前が挙げられる「テゲ都元帥」は「蒲鮮万奴の長男のテゲ・コルチ」と同一人物で間違いないと見られる。テゲ・コルチは更に四川方面にまで進出したとみられるが、その後の動向は記録にない。